# Colletes lutzi
Colletes lutzi là một loài Hymenoptera trong họ Colletidae. Loài này được Timberlake mô tả khoa học năm 1943.